# Scipione Africano (incrociatore)
Lo Scipione Africano è stato un piccolo e veloce incrociatore leggero della Regia Marina appartenente alla classe Capitani Romani. Delle dodici unità previste solo tre entrarono in servizio, prendendo parte alla seconda guerra mondiale: Attilio Regolo, Scipione Africano e Pompeo Magno.
La nave era intitolata al politico e militare romano Publio Cornelio Scipione. Effettuò alcune missioni nel corso dell'estate 1943 e si consegnò poi agli Alleati a Malta. Nel dopoguerra fu ceduto in conto di riparazioni alla Francia che lo ridenominò Guichen (distintivo ottico D 607) in onore dell'ammiraglio Luc Urbain du Bouëxic, conte di Guichen (1712–1790), e lo classificò come cacciatorpediniere. Servì nella Marine nationale sino al disarmo, avvenuto nel 1963, e fu demolito nel 1982.

## Attività bellica
La sua costruzione, iniziata nel 1939, avvenne nel cantiere OTO di Livorno. Varato il 12 gennaio 1941, venne consegnato il 23 aprile 1943 e nel periodo maggio-luglio 1943 rimase ormeggiato nei porti di La Spezia e Genova.

### Operazione Scilla

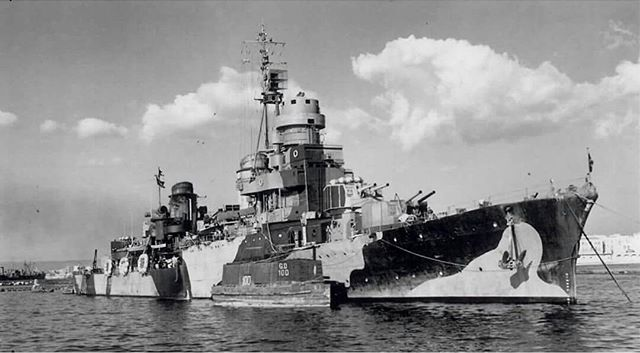
La nave nella colorazione mimetica; sull’albero si notano le due antenne del radar EC3/ter «Gufo» immediatamente sopra la struttura della Stazione Direzione Tiro.

Dopo lo sbarco alleato in Sicilia e visto l'andamento delle operazioni terrestri nell'isola, in previsione di un eventuale blocco da parte Alleata dello Stretto di Messina, all'unità venne affidata la missione di forzare lo Stretto e raggiungere Taranto. La missione che prevedeva il passaggio dal Tirreno allo Ionio prendeva il nome di Operazione Scilla.
La nave partita da La Spezia alle 6.30 del 15 luglio 1943 al comando del capitano di vascello Ernesto De Pellegrini Dai Coi era proveniente da Napoli, dove era stata costretta a fermarsi perché scoperta in precedenza da aerei da ricognizione alleati. L'incrociatore italiano, equipaggiato con radar EC3/ter «Gufo», entrato nello stretto di Messina alle 02.00 circa del 17 luglio avvistava quasi subito, davanti alla costa calabra compresa tra Reggio Calabria e capo Pellaro, quattro motosiluranti alleate del tipo Elco (MTB 260, 313, 315 e 316), appartenenti alla 10ª Flottiglia, che, salpate da Augusta, si trovavano in missione di pattugliamento nella parte meridionale dello Stretto di Messina e avvistato l'incrociatore italiano lo attaccarono con decisione. Lo Scipione si accorse però in tempo della minaccia e prima di allontanarsi a forte velocità, schivando molti siluri provenienti da prora, da dritta e da sinistra, aprì il fuoco con le artiglierie da 135 mm, e con i complessi singoli e binati da 37 e da 20 mm, centrando con precisione e ripetutamente le unità nemiche, giungendo poi senza danni a Taranto. Grazie alla presenza del radar EC3/ter «Gufo», la nave rilevò per tempo le motosiluranti britanniche, affondandone due e danneggiandone irrimediabilmente un'altra(che di lì a poco sarebbe colata a picco), e consentì all'equipaggio di apprestarsi alla difesa.
Il comandante e l'equipaggio dello Scipione Africano ricevettero l'elogio dell'Ammiraglio Bergamini, comandante delle Forze Navali da Battaglia, nell'Ordine del Giorno nº 11 del 18 luglio 1943.
Successivamente tra il 4 ed il 17 agosto lo Scipione svolse alcune missioni di posa di mine nel Golfo di Taranto ed al largo della Calabria, sfidando gli aerei e le navi Alleate che tentavano di impedire l'evacuazione via mare delle forze italo-tedesche dalla Sicilia.

### Armistizio

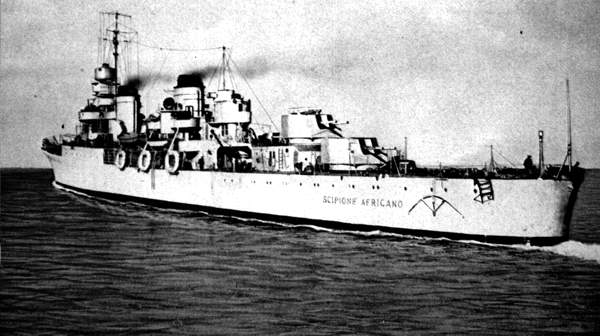
Lo Scipione Africano in navigazione

La sera dell'8 settembre quando via radio giunse la notizia dell'armistizio la nave si trovava a Taranto, dove intorno alle 6 del mattino del 9 settembre ricevette da Supermarina l'ordine di raggiungere al più presto Pescara; analogo ordine ricevettero le corvette Scimitarra e Baionetta che si trovavano a Brindisi e a Pola. Verso le ore 14:00 del 9, mentre era in navigazione al largo di Capo d'Otranto alla velocità di ventotto nodi, lo Scipione avvistò due S-Boot (motosiluranti) tedesche, la S 54 e la S 61, le quali all'avvicinarsi dell'incrociatore, temendo fosse stato inviato al loro inseguimento, crearono una cortina di nebbia artificiale per disturbatore il tiro dei cannoni italiani, che però non entrarono mai in azione. Infatti, poiché le motosiluranti non mostravano di assumere atteggiamenti aggressivi verso la sua nave, e anzi manovravano per allontanarsi, il comandante Ernesto Pellegrini fece continuare la navigazione verso Pescara. Lo Scipione giunse poco dopo la mezzanotte a Pescara, dove la corvetta Baionetta al comando del Tenente di Vascello Piero Pedemonti intorno alle 21 aveva imbarcato il capo del governo Badoglio e il Ministro della Marina De Courten ed aveva proseguito per Ortona, dove intorno alle 1,10 del 10 settembre venne imbarcata la famiglia reale, per cui lo Scipione, invertita la rotta, intorno alle 7 del mattino raggiunse la corvetta Baionetta scortandola fino a Brindisi, dove il re Vittorio Emanuele III con il suo seguito giunsero nella stessa giornata del 10 settembre intorno alle 16, alloggiando nella palazzina del Comandante Militare Marittimo ammiraglio Rubatelli.
L'altra corvetta, la Scimitarra, giunta a Pescara da Brindisi, al comando del tenente di Vascello Remo Osti, intorno alle 7 del 10 settembre, non trovando nessuno ripartì circa quattro ore dopo ricevendo in navigazione l'ordine di andare a Taranto, ove sarebbe giunta verso le ore 12 dell'11 settembre.
A Brindisi, mentre avveniva lo sbarco della famiglia reale dalla corvetta, ad un certo punto si videro arrivare sei caccia che puntarono a volo radente sulla direttrice dello Scipione e della corvetta dove c'era il re Vittorio Emanuele III; il fuoco contraereo dello Scipione costrinse gli aerei a cambiare direzione.
Il 29 settembre lo Scipione riprese il mare per scortare il Maresciallo Badoglio e parte del governo a Malta, dove il capo del governo italiano doveva firmare con il generale Eisenhower a bordo della corazzata britannica Nelson l'armistizio lungo nel quale venivano precisate le condizioni di resa imposte all'Italia già contenute genericamente nell'armistizio corto firmato il 3 settembre dal generale Giuseppe Castellano.
Durante la cobelligeranza effettuò alcuni viaggi ad Alessandria d'Egitto e ai Laghi Amari, dove erano internate le navi da battaglia italiane Vittorio Veneto e Italia.

## Comandanti
- Capitano di Vascello Ugo Avelardi dal varo al 23 febbraio 1943;
- Capitano di fregata Ernesto De Pellegrini Dai Coi dal 24 febbraio al 25 marzo 1943;
- Capitano di fregata Umberto Del Grande dal 26 marzo al 5 maggio 1943;
- Capitano di fregata Ernesto De Pellegrini Dai Coi dal 6 maggio 1943 al 21 marzo 1944;
- Capitano di fregata Libero Chimenti dal 22 marzo 1944 al 31 gennaio 1945;
- Capitano di fregata Riccardo Imperiali di Francavilla dal 1º febbraio al 21 marzo 1945;
- Capitano di fregata Emilio Francardi dal 22 marzo al 31 agosto 1945.

## Dopoguerra
Nel dopoguerra, in base al trattato di pace, lo Scipione Africano fu tra le unità che l'Italia dovette mettere a disposizione come riparazione per danni di guerra e il 9 agosto 1948 venne ceduto alla Francia con la sigla S7.

### Guichen (D 607)
Insieme allo Scipione Africano anche il gemello Attilio Regolo venne ceduto ai francesi. Le due unità nella Marine Nationale avrebbero costituirono la Classe Châteaurenault. Sin dal 23 luglio 1948 la nave venne ribattezzata Guichen, giungendo a Tolone il 15 agosto 1948 con equipaggio della marina mercantile italiana. Nella stessa giornata sulla nave venne innalzata la bandiera francese e il 7 settembre venne inquadrata nella 2ª Division Croiseurs Lègers. Dal 26 al 31 maggio 1949 la nave è stata impiegata in un trasporto di oro per la Banque de France da Orano a Tolone.
Nel 1950 sulla nave venne testato un prototipo di ASDIC (Anti-Submarine Detection Investigation Committee) l'antenato del sonar.
Il 14 luglio 1951 entrò in cantiere per lavori di ammodernamento e di trasformazione in cacciaconduttore negli stabilimenti di La Seyne sur Mer, per lavori analoghi a quelli effettuati sul gemello Châteaurenault (distintivo ottico D 606), l'ex Regolo. I lavori riguardarono l'armamento e l'elettronica di bordo con la totale rimozione dell'armamento originario che venne totalmente rimosso e sostituito con sei cannoni da 105 mm SK C/33, che costituirono l'armamento principale e dieci cannoni Bofors 57 mm/L60 in cinque impianti binati. I cannoni da 105 mm erano gli stessi che costituivano l'armamento antiaereo degli incrociatori tedeschi Classe Hipper sostituirono i cannoni 135/45 originari e nonostante costituivano un armamento più leggero rispetto a quello originario avevano il pregio di essere armi duali avendo la fondamentale capacità di eseguire un efficace tiro contraerei e inoltre questi cannoni avevano il vantaggio di potere utilizzare le tante munizioni di questo calibro che erano state ritrovate in Francia dopo la liberazione. Le quattro torri da 135/45 originarie vennero sostituite da tre torri binate da 105 mm mentre la torre in posizione B venne sostituita da un cannone binato Bofors 57 mm/L60 mentre altre quattro torrette binate da 57 mm analoghe a quello della torre B completavano l'armamento antiaereo e trovarono posto due per fiancata ai lati del secondo fumaiolo. Tutte le altre armi contraeree vennero rimosse, L'armemento antisommergibile era costituito da dodici tubi lanciasiluri da 550 mm in quattro impianti tripli, collocati nella zona prodiera prima dell'insellatura centrale, che sostituirono i due impianti quadrupli da 533 mm originari. La nave venne equipaggiata con radar di scoperta aerea a lungo raggio DRBV20A, radar di scoperta di superficie e di scoperta aerea a medio raggio DRBV11, radar di tiro DRBC11 e DRBC30 e sonar.
Dopo i lavori ha effettuato la sua prima uscita il 26 agosto 1953 rientrando in servizio attivo il 9 aprile 1955 riclassificato conduttore di flottiglia con il distintivo ottico D 607, assegnato alla 2ª Division Escorteurs d'Escadre, effettuando alcune missioni in Algeria di base a Biserta.
Il 16 luglio 1957 venne sottoposto a nuovi lavori, per essere idoneo a svolgere il ruolo di nave comando de l'Escadre Lègere. Nel corso di questi lavori vennero sbarcati il cannone da 105 poppiero e sei tubi lanciasiluri per ricavare lo spazio necessario alla sistemazione di apparecchiature radar di maggiori dimensioni e nuovi locali per il personale, per ospitare lo stato maggiore di un comando complesso. al termine di questi lavori, il 14 ottobre 1958 ha assunto il ruolo di nave ammiraglia della Escadre Légère de l'Atlantique di base a Brest.
Il 20 giugno 1959 riportò a Lisbona una collisione con il sommergibile Marsouin; i lavori di riparazione vennero effettuati a Brest e il 16 luglio ha preso parte ad una parata navale svolta nelle acque di Brest.
Il 15 aprile 1961 venne ritirato dal servizio, sostituito dal gemello Châteaurenault nel ruolo di nave insegna della Escadre Légère de l'Atlantique, e collocato in riserva, andando in disarmo il 21 giugno 1963; dopo il disarmo è stato utilizzato come piattaforma galleggiante alla scuola navale di Lanvéoc Poulmic.
Dopo la sua radiazione avvenuta il 1º giugno 1976 ebbe assegnata la matricola Q554 e venne rimorchiato in attesa della demolizione a Landévennec, per essere poi venduto per la demolizione nel gennaio 1982.